# Aartsbisdom Otranto
Het aartsbisdom Otranto (Latijn: Archidioecesis Hydruntina; Italiaans: Arcidiocesi di Otranto) is een in Italië gelegen rooms-katholiek aartsbisdom met zetel in de stad Otranto. Het aartsbisdom behoort tot de kerkprovincie Lecce, en is, samen met het aartsbisdom Brindisi-Ostuni en de bisdommen Nardò-Gallipoli en Ugento-Santa Maria di Leuca, suffragaan aan het aartsbisdom Lecce.

## Geschiedenis

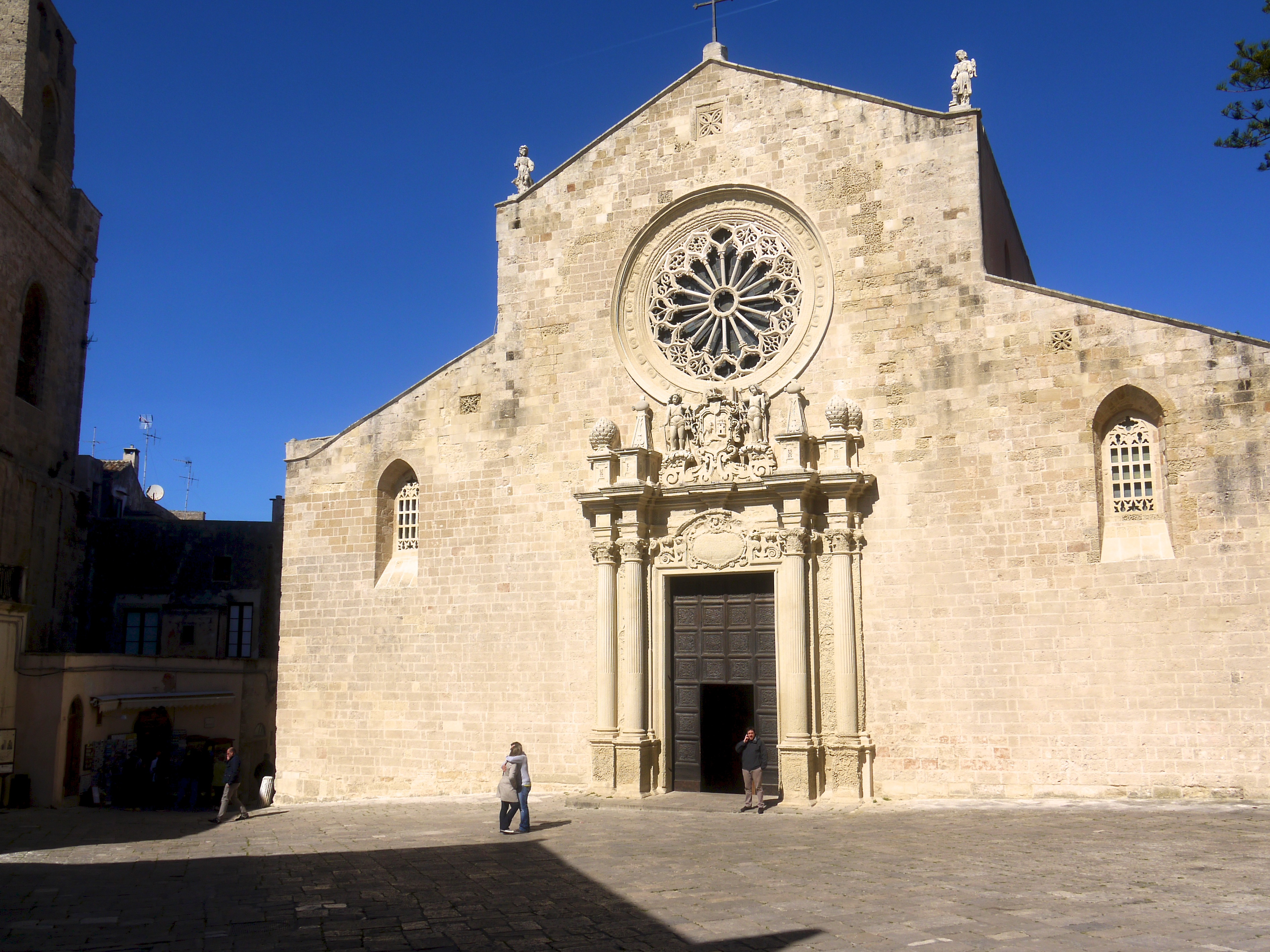
Kathedraal van Otranto

Het bisdom Otranto werd opgericht in de 7e eeuw. In de 11e eeuw werd het tot aartsbisdom verheven. De bisdommen Castro di Puglia, Ugento, Alessano, Gallipoli en Lecce waren suffragaan aan Otranto.
Op 27 juni 1818 ging het bisdom Castro di Puglia op in het aartsbisdom Otranto. Op 20 oktober 1980 verloor Otranto met de apostolische constitutie Conferentia Episcopalis Apuliae de status van metropool. Het aartsbisdom werd suffragaan aan Lecce.

## Aartsbisschoppen van Otranto
| - 431: Benedictus - 454–467: Niceta - 596: Petrus I - 599: Sabino - 601: Pietro II - 643–655: Andreas - 671–688: Johannes - 778: Marco - 956–968: Petrus III - 1022: N.N. - 1054–1066: Ippazio - 1068–1071: Ugone - 1080–1089: Guglielmo - 1092: Bernard - 1106: N.N. - 1126–1143: Petrus IV - 1154: Girolamo - 1163–1179: Gionata - 1182–1185: Lucio - 1189–1195: Guglielmo - 1198: N.N. - 1219–1223: Tancredi degli Annibali - 1223–1240: Bernardo - 1240–1253: Giocondo Paladini - 1253–1282: Matteo de Palma | - 1282–1283: Tancredo di Montefusco - 1283–1309: Giacomo - 1310–1320: Tommaso - 1321–1329: Luca - 1329–1330: Orso Minotolo - 1330–1345: Giovanni - 1345–1351: Rinaldo (of Reginaldo) - 1351–1363: Filippo di Lanzano - 1363–1378: Giacomo d'Itri - 1379–1393: Guglielmo - 1395–1417: Filippo - 1418–1424: Aragonio Malaspina - 1424–1451: Nicolò Pagani - 1451–1480: Stefano Pendinelli - 1480–1514: Serafino da Squillace - 1514–1514: Giovanni Giacomo Dino, O.F.M. - 1514–1526: Fabrizio de Capua - 1526–1536: Alessandro Cesarini - 1536–1579: Pietro Antonio de Capua - 1579–1584: Pietro de Coderos - 1586–1606: Marcello Acquaviva - 1606–1623: Lucio (de) Morra - 1623–1628: Diego Lopez de Andrada - 1630–1630: Fabrizio degli Antinori - 1635–1655: Gaetano Cosso | - 1657–1674: Adarzo de Santander - 1675–1681: Ambrogio Maria Piccolomini - 1684–1689: Ferdinando de Aguinar Y Saavedra - 1690–1719: Francesco Maria de Aste - 1722–1752: Michele Orsi - 1753–1754: Marcello Papiniano - Cusani - 1754–1766: Nicolò Caracciolo - 1767–1784: Giulio Pignatelli - 1792–1812: Vincenzo Maria Morelli - 1818–1832: Andrea Mansi - 1834–1871: Vincenzo Andrea Grande - 1872–1883: Giuseppe Caiazzo - 1883–1887: Rocco Cocchia, O.F.M. Cap. - 1887–1890: Salvatore Maria Bressi, O.F.M. Cap. - 1890–1911: Gaetano Caporali, C.Pp.S. - 1912–1915: Giuseppe Ridolfi - 1918–1930: Carmelo Patanè - 1930–1952: Cornelio Sebastiano Cuccarollo, O.F.M. Cap. - 1952–1960: Raffaele Calabria - 1960–1969: Gaetano Pollio, P.I.M.E. - 1969–1981: Nicola Riezzo - 1981–1993: Vincenzo Franco - 1993–2000: Francesco Cacucci - 2000–heden: Donato Negro |